# Auctorem Fidei
Auctorem Fidei is een bul uitgevaardigd door paus Pius VI op 28 augustus 1794, ter veroordeling van het gallicanisme en het jansenisme en meer bepaald tegen de besluiten van de Synode van Pistoia onder leiding van bisschop Scipione de' Ricci in opdracht van keizer Leopold II.

## Tekst
- tekst Auctorem Fidei